# Charity Shield 1980
La Charity Shield 1980 fue la 58.ª edición de la competición que enfrenta al campeón de la First Division y al ganador de la FA Cup de la temporada anterior. El partido se disputó el 9 de agosto de 1980 en el Estadio de Wembley de Londres, enfrentando al Liverpool, campeón de la First Division 1979-80, y al West Ham United, vencedor de la FA Cup 1979-80. El encuentro finalizó con victoria por 1-0 para el Liverpool, que consiguió así su octavo título en la competición.

## Antecedentes

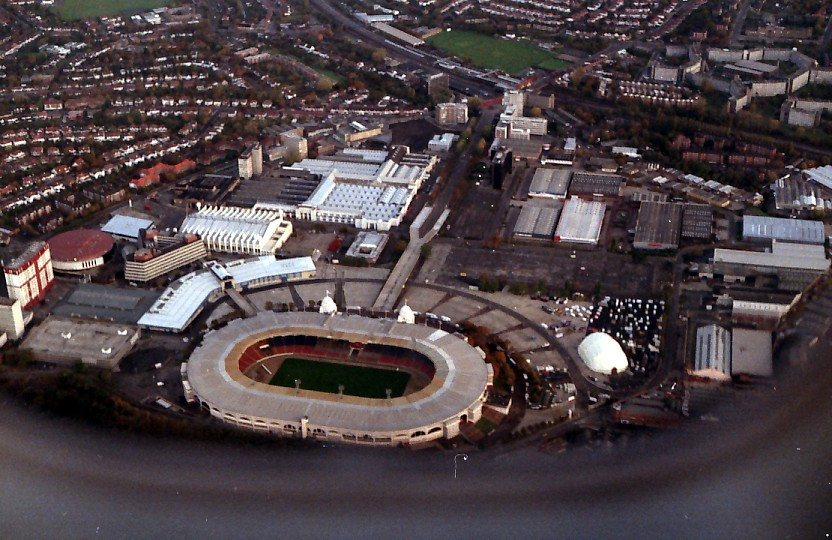
El Estadio de Wembley, sede del partido por sexta vez consecutiva.

El Liverpool llegó al partido como campeón de la First Division 1979-80, habiendo superado al Manchester United por dos puntos en la clasificación final. Por su parte, el West Ham United, equipo de la Second Division, se clasificó al ganar la FA Cup 1979-80, venciendo al Arsenal por 1-0 en la final. Este fue el segundo enfrentamiento entre ambos equipos en la Charity Shield, tras el empate 2-2 en 1964.

## El partido
En el minuto 17 del partido, Alan Kennedy realizó un disparo desde la izquierda que el portero del West Ham, Phil Parkes, no logró retener. Terry McDermott aprovechó el rebote y marcó desde corta distancia, otorgando al Liverpool una ventaja de 1-0 que mantuvieron hasta el final del encuentro.

### Detalles del encuentro
| 9 de agosto de 1980 | Liverpool     | 1-0 | West Ham United | Estadio de Wembley, Londres,                             |                                                          |
|                     | McDermott 17' |     |                 | Asistencia: 90,000 espectadores Árbitro(s): John Hunting | Asistencia: 90,000 espectadores Árbitro(s): John Hunting |

|  |  |

| Liverpool   |     |                 |
| Pos.        | N.º | Jugador         |
| ARQ         | 1   | Ray Clemence    |
| DEF         | 2   | Phil Neal       |
| DEF         | 3   | Alan Kennedy    |
| DEF         | 4   | Phil Thompson   |
| DEF         | 6   | Alan Hansen     |
| MED         | 5   | Ray Kennedy     |
| MED         | 8   | Jimmy Case      |
| MED         | 10  | Terry McDermott |
| MED         | 11  | Graeme Souness  |
| DEL         | 7   | Kenny Dalglish  |
| DEL         | 9   | David Johnson   |
| Entrenador: |     |                 |
| Bob Paisley |     |                 |

| West Ham United |     |                 |
| Pos.            | N.º | Jugador         |
| ARQ             | 1   | Phil Parkes     |
| DEF             | 2   | Ray Stewart     |
| DEF             | 3   | Paul Brush      |
| DEF             | 4   | Billy Bonds     |
| DEF             | 5   | Alvin Martin    |
| MED             | 6   | Alan Devonshire |
| MED             | 7   | Paul Allen      |
| MED             | 8   | Pat Holland     |
| MED             | 10  | Trevor Brooking |
| MED             | 11  | Geoff Pike      |
| DEL             | 9   | David Cross     |
| Entrenador:     |     |                 |
| John Lyall      |     |                 |